# 장덕화
장덕화(張悳和, 1942년 ~ 2017년)는 대한민국의 국악인으로 국립국악원 민속연주단 악장을 지냈다. 1992년 국가무형문화재 제5호 판소리 조교가 되었다.

## 삶
1961년부터 1968년까지 지영희에게 기악을 사사했고, 박초월, 김소희에게 판소리를 사사했다. 1968년 서울시립국악관현악단에 입단했다.
1970년 김득수에게 판소리 고법을 사사했고, 1993년 국립국악원 민속연주단에 입단했다.
1993년 KBS 국악대상을 수상했다.

## 음반
- 민속악회 시나위 - 풍물놀이 (2000, 신나라레코드)
- 장덕화 국악 연주단 - The Best Korean Traditional Instrument Vol.2 (1994)
- 장덕화 국악 연주단 - The Best Korean Traditional Instrument Vol. 1 (1991)
- 박춘맹, 성창순, 장덕화 - 단가 (1999)